# 2593 Buryatia
2593 Buryatia (1976 GB8) là một tiểu hành tinh vành đai chính được phát hiện ngày 2 tháng 4 năm 1976 bởi Chernykh, N. ở Đài vật lý thiên văn Crimean. Nó được đặt theo tên the Russian republic thuộc Buryatia.